# Mastung
Mastung (urdu: مستونگ‬) – miasto w Pakistanie, w prowincji Beludżystan. W 2017 roku liczyło 35 129 mieszkańców.